# Barbara Cox Anthony
Barbara Blair Cox Anthony, född 8 december 1922, död 28 maj 2007, var en amerikansk filantrop och ledamot i koncernstyrelsen för konglomeratet Cox Enterprises, Inc, som hennes far James M. Cox grundade 1898.
Den 8 mars 2007 rankade den amerikanska ekonomitidskriften Forbes Cox Anthony till att vara världens 45:e rikaste med en förmögenhet på $12,6 miljarder.
Hon är som sagt dotter till företagsledaren och politikern James M. Cox, syster till Anne Cox Chambers, mor till Jim Kennedy (son) och Blair Parry-Okeden (dotter) och moster till James Cox Chambers, Katharine Rayner och Margaretta Taylor.